# روبرت مايكل وايت
روبرت مايكل وايت (بالإنجليزية: Robert Michael White)‏ (مواليد 06 يوليو 1924 - الوفاة 17 مارس 2010)الأمريكي، هو طيار اختبار للطائرات العسكرية التجريبية، و لواء في القوات الجوية الأمريكية. خلال ستينات القرن العشرين قام وايت بكسر وتسجيل أرقام جددة للسرعة على متن الطائرة التجريبية من طراز نورث أمريكان إكس-15، كما أشرف على تصميم وتطوير العديد من الطائرات العسكرية الحديثة.